# F1 2015
F1 2015 — гоночная игра, основанная на сезоне 2015 Формулы-1. Это седьмая игра про Формулу-1 выпущенная Codemasters. Релиз состоялся 10 июля 2015 года, в игре представлены команды и пилоты, принимавшие участие в этом сезоне. Также в игре есть команды и пилоты сезона 2014 Формулы-1 (включая трассу Хоккенхаймринг, которого не было в календаре сезона 2015). Это первая игра Codemasters, представленная для восьмого поколения консолей.

## Геймплей
Игра работает на новой версии движка EGO Engine, была сильно переработана игровая физика. Появился "Чемпионат Среди Профессионалов", этот режим отличался от обычного чемпионата полным отсутствием интерфейса и помощи в управлении, а также самой высокой сложностью. Режим карьеры, который был в предыдущих частях серии, не появился в игре.
В версии игры для PlayStation 4 и Xbox One представлена функция распознавания речи, с помощью которой игрок может общаться по радио с представителями своей команды во время гонки и спрашивать об изменениях в погоде, состоянии шин, состоянии болида, а также запрашивать внеплановую смену резины.

## Разработка и выход
В отличие от предыдущих F1 игр Codemasters, которые обычно выходили осенью, релиз F1 2015 состоялся в июле. Игра была сделана практически с нуля и работала на абсолютно новой версии движка по решению Codemasters. Это решение было принято для того, чтобы улучшить визуальную составляющую и способности ИИ.
22 мая 2015 года Codemasters выпустили тизер-трейлер, в котором сообщалось о переносе даты выхода игры с 12 июня на 10 июля 2015 года для Европы и Австралии, 21 июля для Северной Америки и 24 июля для Бразилии. Несмотря на это релиз PC версии игры состоялся раньше, это случилось 9 июля в сервисе цифровой дистрибуции Steam.

## Отзывы
| Сводный рейтинг    | Сводный рейтинг                 |
| Агрегатор          | Оценка                          |
| ------------------ | ------------------------------- |
| GameRankings       | 65,02 %                         |
| Metacritic         | 65/100                          |
| Иноязычные издания |                                 |
| Издание            | Оценка                          |
| GameRevolution     | [ источник не указан 190 дней ] |
| IGN                | 69                              |
| PC Gamer (UK)      | 67 %                            |
| Play (UK)          | 80 %                            |
| VideoGamer         | 60 %                            |
| Metro              | 3/5                             |

Игра получила смешанные отзывы критиков. Версия для PlayStation 4 имела рейтинг 65 из 100 на Metacritic и 64.6% на GameRankings. Американский игровой портал IGN хвалил игровую графику и систему управления, однако негативно отзывался об игровых режимах и ИИ. Другие положительно отмечали погодные эффекты в игре.
Выпущенная на PC версия также получила смешанные отзывы. Рейтинг на Metacritic составлял 56 из 100. На GameRankings получился примерно такой же рейтинг, который составил 56.33%.
Игра заняла первое место в чартах продаж Великобритании.
Летом 2018 года, благодаря уязвимости в защите Steam Web API, стало известно, что точное количество пользователей сервиса Steam, которые играли в игру хотя бы один раз, составляет 1 022 816 человек.